# Дебелянов, Димчо
Димчо Дебелянов (болг. Димчо/Динчо Дебелянов 28 марта 1887, Копривштица, Княжество Болгария — 2 октября 1916, Горно Караджово, ныне Сидирокастро, Моноклисия, Греция) — болгарский поэт.

## Жизнеописание
Димчо родился последним, шестым ребёнком в семье Веля Дебелянова и Цаны Илиевой-Стайчиной. Крещён в честь своего деда Динчо Дебеляна. В 1896 году, после смерти отца, семья переехала к самому старшему сыну Ивану, который жил в Пловдиве. Там Димчо учился в так называемом Жёлтом училище, затем в мужской гимназии (впоследствии её назвали именами святых Кирилла и Мефодия), где написал свои первые стихи и сжёг их.              

В 1904 году Дебеляновы переселились в Софию. В 1906 году Димчо окончил в столице гимназию. Тогда же в журнале «Современность» впервые были опубликованы произведения поэта «Той, которая в безмолвной ночи», «Когда цвели вишни» и другие. Молодой Димчо подражал сначала творчеству Пенчо Славейкова, а впоследствии Пейо Яворова.
С 1907 года Дебелянов сотрудничает с журналами «Болгарский сборник», «Современник», «Новый путь», «Оса» и другими. В юмористических изданиях он публикует произведения под такими псевдонимами: Аз, Амер, Тафт и Субалтёр. Осенью 1907 года он поступает на юридический факультет Софийского университета, в следующем году переходит на историко-филологический факультет, но учится только два года.
Дебелянов изучает французский, русский и английский языки, переводит таких авторов, как Бодлер, Верлен и Шекспир. На протяжении шести лет переходит с работы на работу, не имея возможности нигде остановиться надолго. В частности, работает служащим на метеорологической станции и журналистом в различных изданиях. В 1910 году вместе с Димитрием Подвирачевым он составил первую антологию болгарской поэзии.

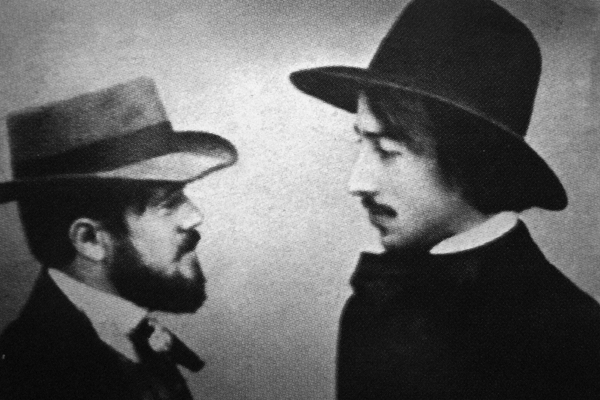
Дебелянов (слева) с художником Георгием Машевым. 1912 год.

В конце октября 1912 года Дебелянова призвали на военную службу. Он попал в 22-й пехотный полк и во время Первой Балканской войны был рядовым бойцом. С сентября 1913 года учился в школе офицеров резерва и стал подпоручиком. В 1914 году, в начале Первой мировой войны, он уволился из армии и стал работать конторским служащим, причём так невзлюбил эту работу, что впоследствии сам настоял на том, чтобы попасть на фронт, хотя и не подлежал мобилизации.
29 января 1916 года он ушёл добровольцем на Македонский фронт, где пробыл около восьми месяцев. За это время написал небольшой цикл стихов, которые посылал с фронта в письмах к друзьям. По сей день в Болгарии считают эти стихи лучшими из созданных в военное время. Они обозначали не только поворот в творчестве Дебелянова, но и начало нового течения в болгарской поэзии. Ночью на 30 сентября рота, которой он командовал, вступила в бой с англичанами, а 2 октября, около 10 часов утра, Димчо Дебелянов погиб в сражении возле городка Горно Караджово (ныне Сидирокастро, Моноклисия, Греция). На следующий день он был похоронен на дворе болгарской церкви в Валовиште (теперь — Демир-Хисар). В 1931 году по инициативе актрисы Н. Буюклиевой и литературного кружка «Живое слово» останки Дебелянова были перезахоронены в родном городе.
Родной дом поэта в Копривштице отреставрирован, в 1958 году там открыт дом-музей. На могиле с 1934 года стояла скульптура «Мать» (автор — Иван Лазаров), теперь же — её копия. Оригинал поставлен во дворе музея.
Именем Димчо Дебелянова назван мыс на острове Роберта (Южные Шетландские острова, Антарктика).

## Творчество
После гибели Дебелянова друзья издали двухтомник его произведений вместе с письмами. В послевоенной Болгарии эти стихи были очень популярны. Проникнутые духом символизма, они были сосредоточены преимущественно на теме безнадёжности и смерти.

## Библиография

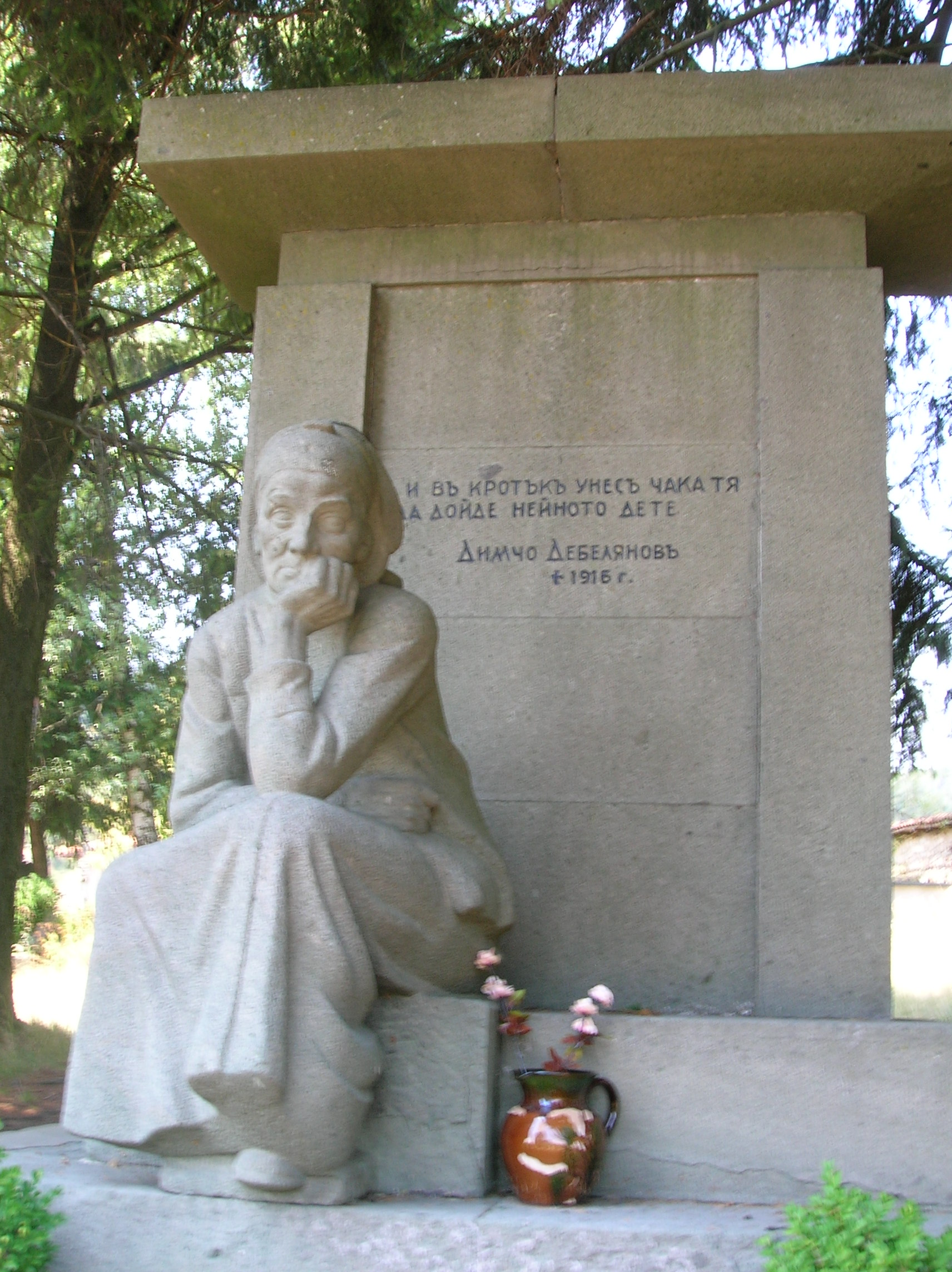
Скульптура «Мать» — бывшее надгробие на могиле Димчо Дебелянова.

### Сборники поэзии
- Посвещение — «Посвящение»
- Копнежи — «Вожделение»
- Замиращи звуци — «Затухающие звуки»
- Станси — «Стансы»
- През април — «Сквозь апрель»
- Спомени — «Воспоминания»
- Под тъмни небеса — «Под темными небесами»
- Под сурдинка — «Под сурдинку»
- Ранни стихотворения — «Ранние стихи»

### Другие произведения
- Легенда за разблудната царкиня — «Легенда о блудной царице»
- Хумор и сатира — «Юмор и сатира»
- Проза — «Проза»

На русский язык произведения Димчо Дебелянова переводились такими профессионалами, как В. Соколов, Д. Самойлов, А. Арго, А. Гатов.

### На русском
- Димчо Дебелянов. Поэтическая страница
- Переводы стихов на русский
- Дебелянов Димчо — статья из Большой советской энциклопедии.